# Raisa Koervjakova
Raisa Vasilivna Koervjakova (Oekraïens: Раїса Василівна Курв'якова) (Gorno-Ulbinka, Oblast Oost-Kazachstan, 15 september 1945) is een Oekraïens basketbalspeelster die uitkwam voor het nationale team van de Sovjet-Unie.

## Loopbaan
Koervjakova heeft haar hele carrière voor Stal Dnjepropetrovsk gespeeld. Op de Olympische Spelen won ze één keer goud in 1976. Op de Wereldkampioenschappen won ze goud in 1971 en 1975. Op de Europese kampioenschappen won ze drie keer goud, namelijk in 1972, 1974 en 1976.
Ze heeft verschillende onderscheidingen ontvangen, waaronder de Meester in de sport van de Sovjet-Unie in 1972 en het Ereteken van de Sovjet-Unie. Ze studeerde aan de technische school FZU in Öskemen.

## Erelijst
- Olympische Spelen: 1
  - Goud: 1976
- Wereldkampioenschap: 2
  - Goud: 1971, 1975
- Europees Kampioenschap: 3
  - Goud: 1972, 1974, 1976